# Liste der Monuments historiques in Saint-Pierre-lès-Nemours
Die Liste der Monuments historiques in Saint-Pierre-lès-Nemours führt die Monuments historiques in der französischen Gemeinde Saint-Pierre-lès-Nemours auf.

## Liste der Bauwerke
| Bezeichnung              | Beschreibung | Standort                     | Kennzeichnung | Schutzstatus | Datum | Bild           |
| ------------------------ | ------------ | ---------------------------- | ------------- | ------------ | ----- | -------------- |
| Kirche St-Pierre-St-Paul |              | Place de l’Abbé-Maury (Lage) | PA00087275    | Inscrit      | 1926  | weitere Bilder |

## Liste der Objekte
Zum Verständnis siehe: Kirchenausstattung
- Monuments historiques (Objekte) in Saint-Pierre-lès-Nemours in der Base Palissy des französischen Kultusministeriums